# Гринкевич, Дмитрий Александрович
Гринкевич Дмитрий Александрович (30 июня 1923 — 25 октября 2009, Москва, Россия) — советский военачальник. Начальник Главного штаба — первый заместитель Главнокомандующего Сухопутными войсками Вооружённых Сил СССР (1981—1990), генерал-полковник (1976). Ветеран Великой Отечественной войны.

## Биография

Начальник штаба ГСВГ Гринкевич Д. А. (справа 2-й) у памятника павшим Советским воинам в Западном Берлине (Тиргартен) 8 мая 1982 года.

Участник Великой Отечественной войны. Воевал на Брянском, 1-м Белорусском фронте и 2-м Белорусском фронте. Прошёл путь от красноармейца 116-й стрелковой дивизии до командира учебного взвода. Войну закончил в звании капитана.
В послевоенный период окончил курсы «Выстрел» (1945), Высшую офицерскую бронетанковую школу (1946), Военную академию им. М. В. Фрунзе (1956) и Военную академию Генерального штаба (1965). Глубокие знания, умноженные личным боевым опытом, позволили ему в последующем успешно командовать полком, в 1960-х годах — 21-й мотострелковой дивизией. С июня 1968 по май 1972 года служил начальником штаба 6-й армии Ленинградского военного округа (штаб — Мурманск). Начальник штаба Закавказского военного округа (май 1972 — апрель 1974), начальник штаба Группы советских войск в Германии (апрель 1974 — июнь 1981) штаб — Вюнсдорф.
С июня 1981 по октябрь 1990 года — начальник Главного штаба — первый заместитель главнокомандующего Сухопутными войсками Вооружённых Сил СССР.
Депутат Верховного Совета СССР 9—11 созывов.
Вёл активную общественную работу. После выхода в отставку 10 лет работал консультантом в Генеральном штабе ВС РФ. Проводил большую работу по военно-патриотическому воспитанию молодёжи.
Скончался 25 октября 2009 года. Похоронен на Троекуровском кладбище.

## Награды
- Орден Ленина
- Орден Октябрьской Революции
- Орден Красного Знамени
- Два ордена Отечественной войны I степени
- Орден Отечественной войны II степени
- Орден Трудового Красного Знамени
- Три ордена Красной Звезды
- Орден «За службу Родине в Вооружённых Силах СССР» III степени
- Медали

## Сочинения
- Гринкевич Д. А. Развитие стратегии. // Военно-исторический журнал. — 1980. — № 12. — С.16-22.